# 北倫敦線
北倫敦線（英語：North London Line）是一條位於英國倫敦的鐵路。它的路線呈半圓形圍繞倫敦市中心，連接倫敦西部及北部市郊。現時其東、西端總站分別為斯特拉特福站（Stratford）及里奇蒙站（Richmond）。此線主要由北倫敦鐵路演變而成，然而當中的歷史頗為複雜，包括許多線路合併、廢止或重開的事件。
現時此線由英國國營的鐵路網公司擁有及管理，而倫敦地上鐵是此線現時的主要客運服務營辦者。另外，倫敦地鐵區域線於本線西端（里奇蒙站－根拿斯貝利站）提供服務。此線亦是倫敦市內重要的貨運鐵路路線。

## 歷史
現在的北倫敦線是由以下鐵路合併而成：
- 本線在2006年縮短前曾服務的斯特拉特福站－北伍利奇站（North Woolwich）區間，是最早通車的一段。這段鐵路的前身是東部各郡與泰晤士河交匯鐵路（Eastern Counties and Thames Junction Railway），於1846年通車。這段鐵路路經的地方後來興建皇家維多利亞碼頭（Royal Victoria Dock），於是鐵路途經碼頭的出入口之處加建了活動橋以容許船隻出入。1850年，鐵路公司另建一條干諾隧道（Connaught Tunnel），取代原有的路線成為鐵路的主線。原有路線改名為銀城輕軌（Silvertown Tramway），方便來往皇家維多利亞碼頭的貨運列車。
- 本名東西印度碼頭與伯明翰交匯鐵路（East & West India Docks & Birmingham Junction Railway）的北倫敦鐵路於1850年至1852年間通車。它最初的功用是連接倫敦碼頭區與西岸主線。
- 1853年，一條名為西北西南交匯鐵路（North & South Western Junction Railway）的鐵路線通車。它連接衞斯頓交匯站（Willesden Junction）及泰晤士河以南的邱橋站（Kew Bridge）。
- 次年（1854年），北倫敦鐵路開通自維多利亞公園站（Victoria Park）延伸至斯特拉特福站的聯絡線。
- 為了減輕西岸主線的負荷，另一條連接卡姆登路站與衞斯頓交匯站的鐵路於1860年通車。此聯絡線名為漢普斯達德交匯鐵路（Hampstead Junction Railway）。
- 北倫敦鐵路於1865年開通城市延伸線（City Extension），自達爾斯頓交匯向南延伸至寬街站（Broad Street）。
- 最後一段連接南艾頓站（South Acton）至里奇蒙站，由倫敦與西南鐵路（London & South Western Railway）興建，於1869年開通。

1916年，倫敦及西北鐵路（London & North Western Railway）出資電氣化介乎寬街至邱橋、里奇蒙站的路段。當時採用的系統是倫敦地鐵的第四軌。
隨着碼頭區在20世紀下半期沒落，寬街站以東的路段和車站逐漸被廢止。1979年，來往斯特拉特福站及北伍利奇站的柴油動車組服務向西延伸至卡姆登路站。其後數年沿線逐漸增設新車站，當中一些車站是曾被廢止的，包括克尼中央站與霍默頓站等。後來達爾斯頓交匯至北伍利奇站之間的路段以第三軌電氣化，來往寬街站的列車亦逐漸改為來往北伍利奇站。1986年，寬街站與其支線關閉。
此線原有來往波普勒站的路段、以及斯特拉特福站－北伍利奇站區間，分別於1980年代及2006年關閉。這兩條支線的服務皆由碼頭區輕便鐵路取代，而海關樓至北伍利奇站的一段路基被用作興建倫敦橫貫鐵路，現時是伊利沙伯線的一部分。另外，城市延伸線的大部份路段於2010年重新通車，成為東倫敦線的一部份。

## 現時服務
現時有三種服務直接使用北倫敦線。（不包括在高貝利及伊斯靈頓站－卡農貝利站區間與此線平行的東倫敦線）
- 在非繁忙時間，倫敦地上鐵米爾德梅綫於北倫敦線提供每小時8班的列車服務。
  - 其中4班來往斯特拉特福站及里奇蒙站。
  - 另外4班來往斯特拉特福站及克拉珀姆交匯站，屬於西倫敦線的直通運轉列車。
- 倫敦地鐵區域線為里奇蒙站－根拿斯貝利站區間提供日間每小時六班的列車服務，這些列車的東端總站是上敏斯特站。

## 車站列表
全線都位於大倫敦市內。
| 所屬收費區                          | 中文站名                 | 英文站名 | 轉乘路線                                         | 所在地             |
| ----------------------------------- | ------------------------ | -------- | ------------------------------------------------ | ------------------ |
| 4                                   | 里奇蒙                   |          | 區域線                                           | 泰晤士河畔列治文區 |
| 3/4                                 | 邱園                     |          | 區域線                                           | 泰晤士河畔列治文區 |
| 3                                   | 古納斯伯里               |          | 區域線                                           | 豪恩斯洛區         |
| 3                                   | 南阿克頓                 |          |                                                  | 伊靈區             |
| 3                                   | 阿克頓中央               |          |                                                  | 伊靈區             |
| ↑直通運行西倫敦線往返克拉珀姆交匯站 |                          |          |                                                  |                    |
| 2/3                                 | 威爾斯登交匯             |          | 貝克盧線、 西倫敦線、 沃特福德直流電鐵線         | 布倫特區           |
| 2                                   | 肯薩台                   |          |                                                  | 布倫特區           |
| 2                                   | 布朗德斯伯里公園         |          |                                                  | 布倫特區           |
| 2                                   | 布朗德斯伯里             |          | 站外轉乘：基爾伯恩（ 銀禧線）                    | 布倫特區           |
| 2                                   | 西漢普斯特德             |          | 站外轉乘：西漢普斯特德 （ 銀禧線）               | 卡姆登區           |
| 2                                   | 芬奇利路及弗格納爾       |          | 站外轉乘：芬奇利路 （ 大都會線、 銀禧線）        | 卡姆登區           |
| 2                                   | 漢普斯泰德荒原           |          |                                                  | 卡姆登區           |
| 2                                   | 福音橡                   |          | 福音橡至巴金線                                   | 卡姆登區           |
| 2                                   | 肯蒂什鎮西               |          | 站外轉乘：肯蒂什鎮 （ 北線、 泰晤士連線）        | 卡姆登區           |
| 2                                   | 卡姆登路                 |          | 站外轉乘：卡姆登鎮 （ 北線）                     | 卡姆登區           |
| 2                                   | 卡利多尼安路及巴恩斯伯里 |          |                                                  | 伊斯靈頓區         |
| 2                                   | 高貝里及伊斯靈頓         |          | 維多利亞線、 東倫敦線、 大北方（Great Northern） | 伊斯靈頓區         |
| 2                                   | 卡農伯里                 |          | 東倫敦線                                         | 伊斯靈頓區         |
| 2                                   | 達爾斯頓京士蘭           |          |                                                  | 哈克尼區           |
| 2                                   | 哈克尼中央               |          | 站內轉乘：哈克尼唐斯 （ 李河谷線、 大盎格利亞）  | 哈克尼區           |
| 2                                   | 霍默頓                   |          |                                                  | 哈克尼區           |
| 2                                   | 哈克尼維克               |          |                                                  | 哈克尼區           |
| 2/3                                 | 斯特拉福德               |          | 中央線、 銀禧線、 碼頭區輕便鐵路、 伊利沙伯線    | 紐漢區             |